# Rhaphuma kantiae
Rhaphuma kantiae là một loài bọ cánh cứng trong họ Cerambycidae.